# 富里市
富里市（とみさとし）は、千葉県の北部中央に位置する市。
都市雇用圏における成田都市圏。皇室献上品の富里スイカやスイカロードレース大会で知られるスイカの名産地である。

## 概要
面積のおよそ68%以上が山林および農地であり、住宅地は14%程度である。キャッチフレーズは「人と緑が調和し未来を拓く臨空都市」。2000年（平成12年）に実施した国勢調査の結果、当時の印旛郡富里町の人口が市制施行可能最小人口（5万人）に達し、2002年（平成14年）に市制施行して富里市となった。
熊本県に並ぶスイカ（西瓜）の産地であり、生産高・出荷量ともに全国第2位を占める。スイカの産地として、毎年6月に「スイカロードレース大会（ショートマラソン）」開催する。1万人以上が参加しており、給水所の代わりに給スイカ所で「カットスイカ」がランナーに配布される。
市内には巨大なスイカ模様のガスタンク（東京ガス（旧・千葉ガス）・富里供給所）が存在したが、2021年に解体された。2000年（平成12年）に完成し直径が33.8メートルであり、熊本県合志市のスイカ柄ガスタンク（西部ガス・直径17メートル）より巨大である
明治期に御料牧場が設置された「競走馬のふるさと」としても知られる。

## 地理
千葉県北部中央に位置し、県庁所在地である千葉市から約25キロメートルの距離である。東京都の都心から50 - 60キロメートル圏内、成田国際空港へは約5キロメートル圏内に位置する。都市雇用圏における成田都市圏に含まれており、成田市への通勤率は27.5%（平成22年国勢調査）。
平野は関東平野に含まれ、平坦な下総台地（北総台地）のほぼ中央に位置している。

### 市域
- 東西約10キロメートル
- 南北約11キロメートル
- 総面積53.91平方キロメートル

### 隣接している自治体
- 成田市
- 八街市
- 山武市
- 印旛郡
  - 酒々井町
- 山武郡
  - 芝山町

## 歴史

### 中世
富里には広大な原野が広がり、台地上には牧があった。その起源は定かにされていないが、平安の頃からと伝えられている。中世の時代の牧については不明な点も多いが、北条氏康が1583年（天正11年）千葉邦胤に命じて両総の原野に牧を開設したとされる。

### 近世
江戸幕府により佐倉七牧とされ幕府直轄牧場となった。その面積は17,270ヘクタールにも及び、馬の数は約3,000頭であった。その佐倉七牧の一つ「内野牧」は七栄を中心として、西は酒々井の東端、東は根木名までの約6キロメートル、南は南大堀、北は現在の成田ニュータウンまでの約8キロメートルに渡る、面積は約2,210ヘクタールとされる。内野牧の下には、高野牧があり、富里の高野が中心となった。

### 近代

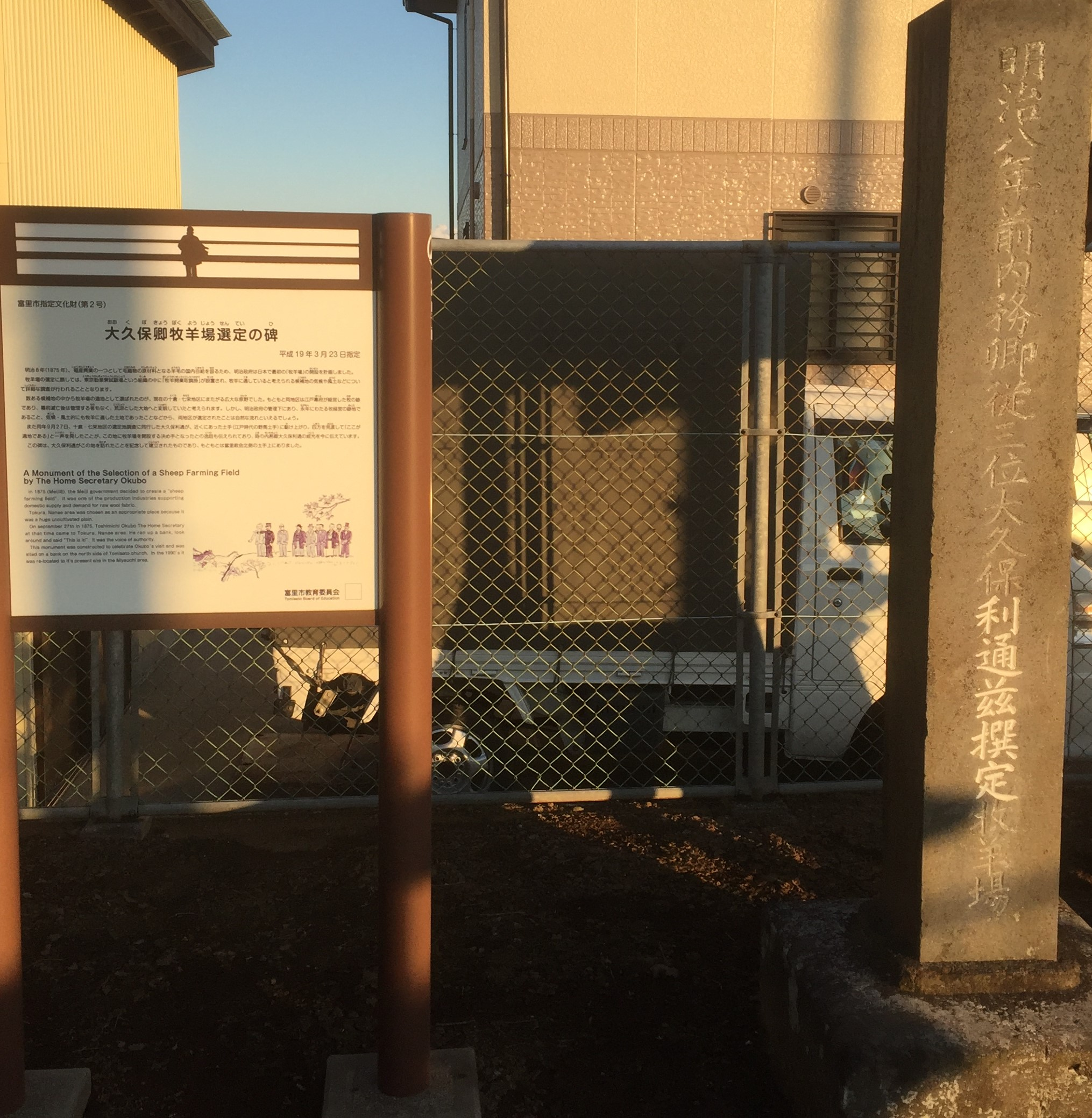
大久保卿牧羊場選定の碑（下総牧羊場）

幕藩時代、1頭辺り、5ヘクタールの広い原野で飼育された放牧馬の制度は、明治政府による解放令により職を失った下級武士や路頭に迷った江戸庶民に新政府が困窮民対策として牧場の開拓が実施された。開墾が始った順に字名が付けられた村名に由来し、富里には七栄、十倉の地名が現在も残る。
しかし、原野の大地に挑戦した多くの人々が準備や施設の不充分な中で過酷な生活に耐えかね土地を去る者も少なくはなかった。また1875年、七栄集落から発生した火災により、更に開拓民の数は激減した。
その後、十倉村両国地区に内務省勧業寮本庁が設置され、1875年、下総牧羊場・香取種蓄場が開設された。後の1888年、宮内省管轄の「下総御料牧場」と改称された。

### 昭和時代
第二次世界大戦終戦後、同じく官有地が民間へ払い下げられ、多くの開拓民が入植した。
1962年（昭和37年）、池田勇人内閣のもとに、第二国際空港建設が閣議決定され、1963年（昭和38年）9月に突如「富里・八街地域設置案」が浮上した。そのため、村民は各地区1名ずつを対策委員として選出し対応策を協議した。村民の大半は反対意向で、同年10月1日には富里村空港設置反対期成同盟が組織され、以降は反対運動が活発化し、反対陳情はもとより、ときには耕耘機デモが実施された。一方、少数派ながら賛成派の住民もあり、富里村空港誘致促進同盟も組織されていた。政府内部の調整が遅れていた約三年間は空港設置の本命候補地とされていたため、その期間中の村の事業計画は立案遂行されなかった。1966年（昭和41年）6月に政府は「三里塚」案を示し、7月に閣議決定したため、市内での空港問題は沈静化した。なお、成田市三里塚は空港が建設された場合の移転農家代替地として候補した地区であった。

### 平成時代
2012年（平成24年）、三菱地所より富里市に旧岩崎家末廣別邸が寄付された。敷地は2013年2月28日に同市の市指定史跡とされ、2013年12月24日には主屋、東屋、石蔵が近代和風建築としての価値を認められ、本市で初めて国の登録有形文化財に登録された。

### 市名の由来
1889年（明治22年）施行の町村制の際、13村が合併して「十三の里」（里はむらの意味）と言っていたことから「十三里」→「とみさと」→「富里」となった。

### 沿革
- 1889年（明治22年）4月1日 - 印旛郡日吉倉村、久能村、大和村、根木名村、七栄村、新橋村、中沢村、新中沢村、立沢村、立沢新田、高野村、高松村及び十倉村の区域をもって、印旛郡富里村が発足する[4]。
  - 明治の大合併以降、合併を行っていない数少ない自治体のひとつでもある（千葉県内では富里市・浦安市・鎌ケ谷市の3市と酒々井町の1町のみ。）。
- 1985年（昭和60年）4月1日 - 町制施行して、富里町となる。
- 2002年（平成14年）4月1日 - 市制施行して、富里市となる。

### 変遷表
| 富里市市域の変遷表（※細かい境界の変遷は省略） | 富里市市域の変遷表（※細かい境界の変遷は省略） | 富里市市域の変遷表（※細かい境界の変遷は省略） | 富里市市域の変遷表（※細かい境界の変遷は省略） | 富里市市域の変遷表（※細かい境界の変遷は省略） | 富里市市域の変遷表（※細かい境界の変遷は省略） | 富里市市域の変遷表（※細かい境界の変遷は省略） |
| 1868年 以前                                   | 1868年 以前                                   | 明治元年 - 明治22年                           | 明治22年 4月1日                               | 昭和60年 - 平成14年                           | 平成14年 - 現在                               | 現在                                          |
| --------------------------------------------- | --------------------------------------------- | --------------------------------------------- | --------------------------------------------- | --------------------------------------------- | --------------------------------------------- | --------------------------------------------- |
|                                               | 久能村                                        | 久能村                                        | 富里村                                        | 昭和60年4月1日 町制                           | 平成14年4月1日 市制                           | 富里市                                        |
|                                               | 大和村                                        |                                               | 富里村                                        | 昭和60年4月1日 町制                           | 平成14年4月1日 市制                           | 富里市                                        |
|                                               | 根木名村                                      |                                               | 富里村                                        | 昭和60年4月1日 町制                           | 平成14年4月1日 市制                           | 富里市                                        |
|                                               |                                               | 明治5年 七栄村                                | 富里村                                        | 昭和60年4月1日 町制                           | 平成14年4月1日 市制                           | 富里市                                        |
|                                               | 新橋村                                        |                                               | 富里村                                        | 昭和60年4月1日 町制                           | 平成14年4月1日 市制                           | 富里市                                        |
|                                               | 中沢村                                        | 明治4年 中沢村                                | 富里村                                        | 昭和60年4月1日 町制                           | 平成14年4月1日 市制                           | 富里市                                        |
|                                               | 中沢村                                        | 明治4年 新中沢村                              | 富里村                                        | 昭和60年4月1日 町制                           | 平成14年4月1日 市制                           | 富里市                                        |
|                                               | 立沢村                                        | 明治4年 立沢村                                | 富里村                                        | 昭和60年4月1日 町制                           | 平成14年4月1日 市制                           | 富里市                                        |
|                                               | 立沢村                                        | 明治4年 立沢新田                              | 富里村                                        | 昭和60年4月1日 町制                           | 平成14年4月1日 市制                           | 富里市                                        |
|                                               |                                               | 明治5年 十倉村                                | 富里村                                        | 昭和60年4月1日 町制                           | 平成14年4月1日 市制                           | 富里市                                        |
|                                               | 高松村                                        |                                               | 富里村                                        | 昭和60年4月1日 町制                           | 平成14年4月1日 市制                           | 富里市                                        |
|                                               | 高野村                                        |                                               | 富里村                                        | 昭和60年4月1日 町制                           | 平成14年4月1日 市制                           | 富里市                                        |
|                                               | 日吉倉村                                      |                                               | 富里村                                        | 昭和60年4月1日 町制                           | 平成14年4月1日 市制                           | 富里市                                        |

## 人口
平成27年国勢調査より前回調査からの人口増減をみると、2.84%減の49,636人であり、増減率は千葉県下54市町村中27位、60行政区域中33位。
2022年時点で、市民の5.6%に当たる2,753人の外国人が居住しており、この割合は県内自治体の中で最高となっている。
| |                                        |  |
| 富里市と全国の年齢別人口分布（2005年） | 富里市の年齢・男女別人口分布（2005年） |  |
| ■紫色 ― 富里市 ■緑色 ― 日本全国 | ■青色 ― 男性 ■赤色 ― 女性              |  |
| 富里市（に相当する地域）の人口の推移 \| 1970年（昭和45年） \| 12,116人 \| \| \| 1975年（昭和50年） \| 14,852人 \| \| \| 1980年（昭和55年） \| 23,315人 \| \| \| 1985年（昭和60年） \| 33,291人 \| \| \| 1990年（平成2年） \| 42,852人 \| \| \| 1995年（平成7年） \| 48,666人 \| \| \| 2000年（平成12年） \| 50,176人 \| \| \| 2005年（平成17年） \| 51,370人 \| \| \| 2010年（平成22年） \| 51,087人 \| \| \| 2015年（平成27年） \| 49,636人 \| \| \| 2020年（令和2年） \| 49,735人 \| \| |                                        |  |
| 総務省統計局 国勢調査より |                                        |  |
| 1970年（昭和45年） | 12,116人                               |  |
| 1975年（昭和50年） | 14,852人                               |  |
| 1980年（昭和55年） | 23,315人                               |  |
| 1985年（昭和60年） | 33,291人                               |  |
| 1990年（平成2年） | 42,852人                               |  |
| 1995年（平成7年） | 48,666人                               |  |
| 2000年（平成12年） | 50,176人                               |  |
| 2005年（平成17年） | 51,370人                               |  |
| 2010年（平成22年） | 51,087人                               |  |
| 2015年（平成27年） | 49,636人                               |  |
| 2020年（令和2年） | 49,735人                               |  |

## 行政

### 市長
- 市長：五十嵐博文（2019年8月25日就任、2期目）

| 代    | 氏名       | 就任日        | 退任日        |
| ----- | ---------- | ------------- | ------------- |
| 初代  | 相川義雄   | 2002年4月1日  | 2003年8月24日 |
| 2-5代 | 相川堅治   | 2003年8月25日 | 2019年8月24日 |
| 6-7代 | 五十嵐博文 | 2019年8月25日 | 現職          |

### 警察・消防・救急救命
- 富里市内に警察署は所在せず隣接する成田市に所在する成田警察署が市内全域を管轄する。
  - 七栄交番、日吉台交番、実の口駐在所、両国駐在所
- 富里市消防本部
  - 富里市消防署
    - 北分署
- 消防団（6連合19分団））

| - 第1連合分団 - 第1分団、第2分団、第3分団、第4分団 - 第2連合分団 - 第5分団、第19分団 - 第3連合分団 - 第6分団、第7分団、第8分団 | - 第4連合分団 - 第9分団、第10分団、第13分団 - 第5連合分団 - 第11分団、第12分団、第16分団、第17分団、第18分団 - 第6連合分団 - 第14分団、第15分団 |

### 立法

#### 県政
- 千葉県議会
- 選挙区：富里市選挙区
- 定数：1名

#### 国政
- 衆議院
  - 選挙区：全域が千葉県第13区に属する。
- 参議院
  - 選挙区：千葉県選挙区に属する。

## 経済

### 産業
農業
農業は盛んである。特にスイカの生産では熊本県熊本市に次いで全国2位の出荷量である。本市では、1933年からスイカの栽培が始められ、1936年に皇室へ献上された事から、スイカの名産地としての名声が全国へ広がり、現在、富里市を代表する特産品となっている。
- 農業共同組合
  - 富里市農業協同組合

工業
成田空港施設および周辺宿泊施設に関係する産業が盛んである（リネンサプライ・機内食の製造等）。スポーツ用品メーカーのカスタマーサービスセンター、畜産食品メーカー等の工業も多い。
- ナイキジャパン
- ノースウエスト航空
- 日本ウッドワードガバナー
- 雪印メグミルク

商業

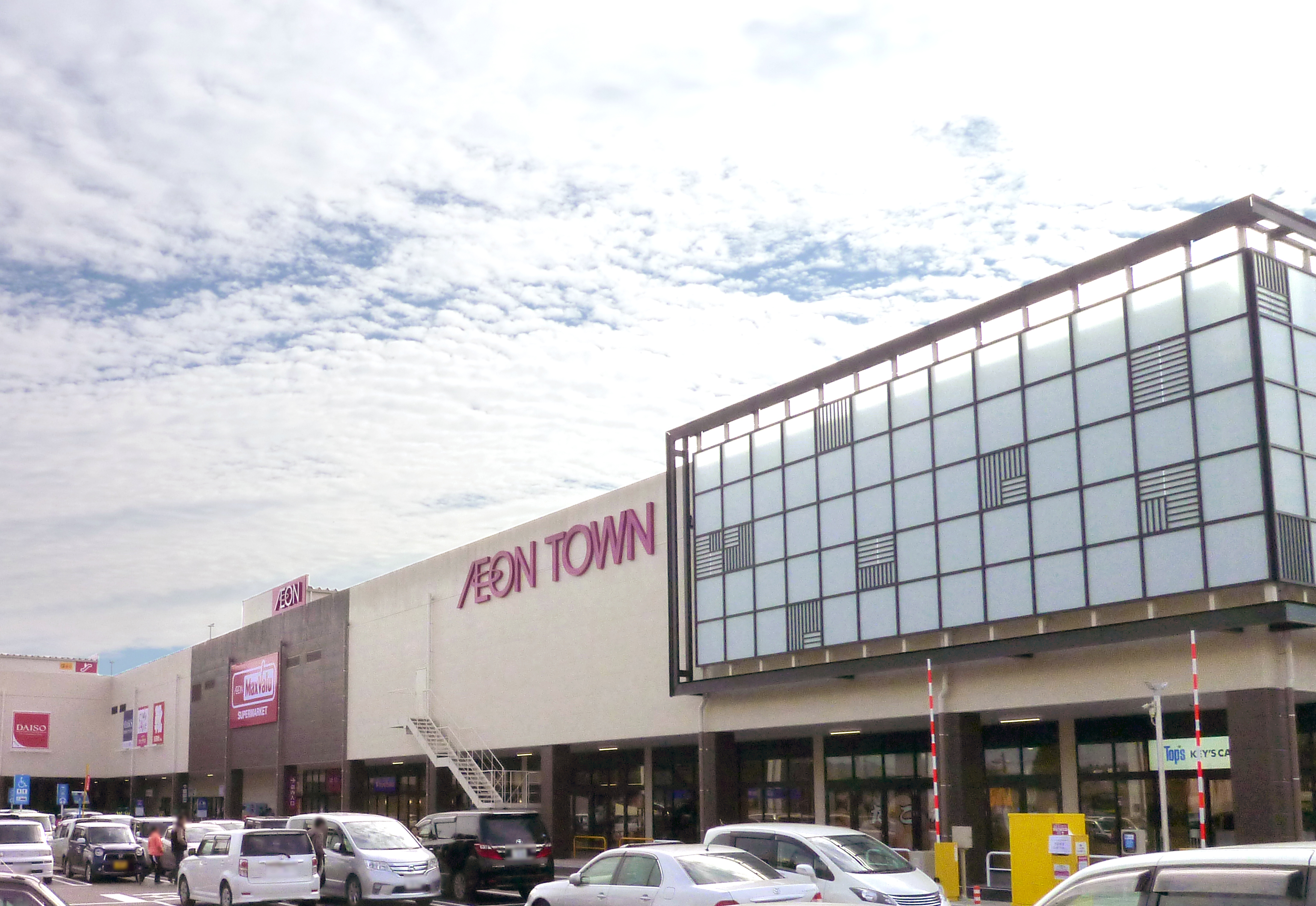
イオンタウン成田富里

国道409号沿い（富里インターチェンジ周辺）を中心にロードサイド店舗や大型店舗が密集している。
主な商業施設
- イオンタウン成田富里（敷地の一部は成田市東町に跨っている）
- ジョイフル本田 富里店
- ベイシア富里店
- ナリタヤ 富里店
- ヤオコー 成田駅前店（日吉台に位置する）
- ランドロームフードマーケット富里店
- ヤマダデンキ テックランド富里インター店
- ケーズデンキ 富里インター店

- ユニクロ 富里インター店
- PC DEPOT富里インター店
- WonderGOO 富里店
- GEO富里店
- ヤックスドラッグ富里インター店
- ヤックスドラッグ富里店
- ザ・ダイソー 富里７Ａスクエア店
- しまむら 富里店

#### 本社・本店を置く企業
- 有限会社RE雨宮自動車
- 大功自動車興業

## 地域

### 地区
日吉台・日吉倉
日吉倉は富里市の北に位置し、成田市と隣接し東側に根木名川が北に向かって流れている。根木名川から派生する谷津が幾重にも台地を樹支状に刻み、標高の最も高いところは日吉倉新田で40.64メートル、低いところは9.3メートルである。
久能
久能は、根木名川の西岸にあり日吉倉の南側に位置し、地形や自然環境は日吉倉とほぼ同じである。久能カントリー倶楽部 があり、ゴルフ選手も訪れる。
根木名
根木名川は、川の上流が根木名にあることから、その名が付けられた。根木名川の源は葉山と大堀にある。根木名には、前川、浅間台（せんげんだい）、和免（わめ）、塚田、宮前、猪ノ穴、植上、広田谷津、広畑、台芝、作畑、野辺作（のべさく）、中野、松作、笠木、細田、西谷津、笠木山という地名があり、水田と畑に関わる地名が多く、作と付く地名が特徴的である。
中沢
中沢は、南北に長く、北側は七栄・南側は八街市に隣接している。高崎川は中沢の西側に侵入し、古作・川中郷・川津場で北方の七栄方面に溯るものと、東方に直進し立沢・高野方面に溯るものと、南方の高松方面へと溯り、高崎川は三方向に分散しているものがある。このことから、新橋から溯った高崎川は、中沢で十字状を示している。そして中沢地区は、この三つの谷津により分断された特徴ある地形を示している。また、ナイキの工場などの企業の工場もある。
立沢
立沢は南北に長く、その北側寄りに高崎川がS字状に蛇行して流れている。北側は七栄と大堀、東側は高野、南側は十倉と高松、西側は中沢に接している。また、高崎川は立沢に入って水神後（すいじんご）と八ツ堀との間に南に分かれた谷津があり、その谷津は行人田に入り、その東に「バチノス」と呼ばれている浅い谷がある。これは、谷津の谷風を利用して焼く須恵器（平安時代）の登窯のことであり、行人田の水田に須恵器のかけらが多数流れ、鉢の巣が有ると思い「バチノス」と言われるようになったとされる。そのほかに、立沢ニュータウンがある。
十倉
明治3年11月4日、東京都の隅田川を船で下る13世帯45人の人々により十倉は誕生した。十倉は江戸時代高野牧の野馬牧場の一部で、高野牧の範囲は富里郵便局の先大堀との境界にある野馬土手から、千葉県道43号八街三里塚線の八街市との境界となる左側にある野馬土手、さらに二区や三区、御料の動物愛護センター付近までの広大な台地上に存在する。
四区
十倉の西側にある。戦時は軍用滑走路があった。

### 公共施設
図書館
富里市立図書館は市制施行に伴い七栄地区に2003年（平成15年）3月27日開館した（蔵書数約12万冊）。全国初の次世代型ICシステムで蔵書を管理している。蔵書には非接触型ICタグが貼り付けられており、自動貸し出し装置の機能も兼ねている専用読み取り台によって、利用者が図書館の職員と接触する事無く貸し出しが出来る、また利用者のプライバシー保護という面でも優れている。ICタグには管理情報を受信するアンテナが埋め込まれており、貸し出しの手続きがされていない蔵書がゲートを通過すると、警報が作動する。盗難防止システムも同時に採用されている。年間30万人以上の利用者があり、開館3年目の2006年2月に利用者が100万人を突破した。

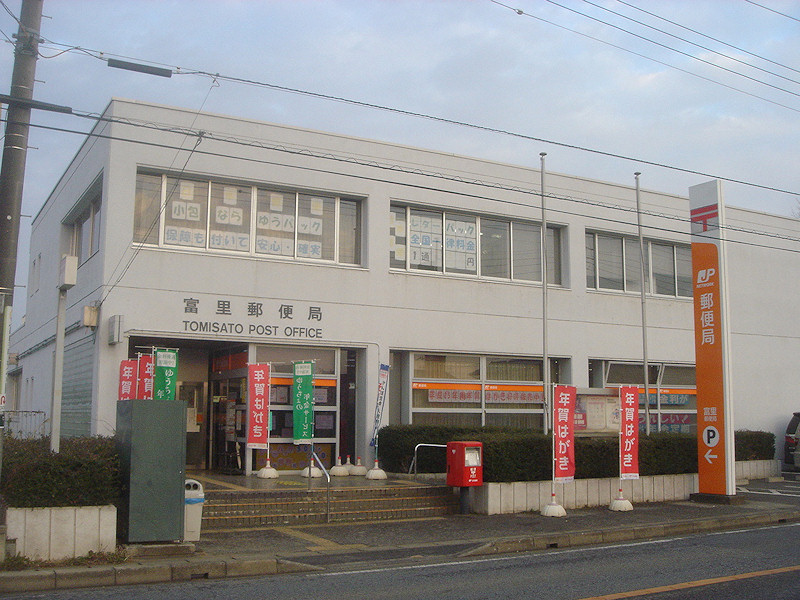
富里郵便局

郵便局
- 富里郵便局
  - 富里十倉郵便局
  - 富里七栄郵便局
  - 富里日吉台郵便局

### 宿泊施設
成田国際空港に近いため、空港利用者用の宿泊施設としてビジネスホテルやゲストハウスが市内に点在する。
主な宿泊施設
- ラディソン成田

### 医療

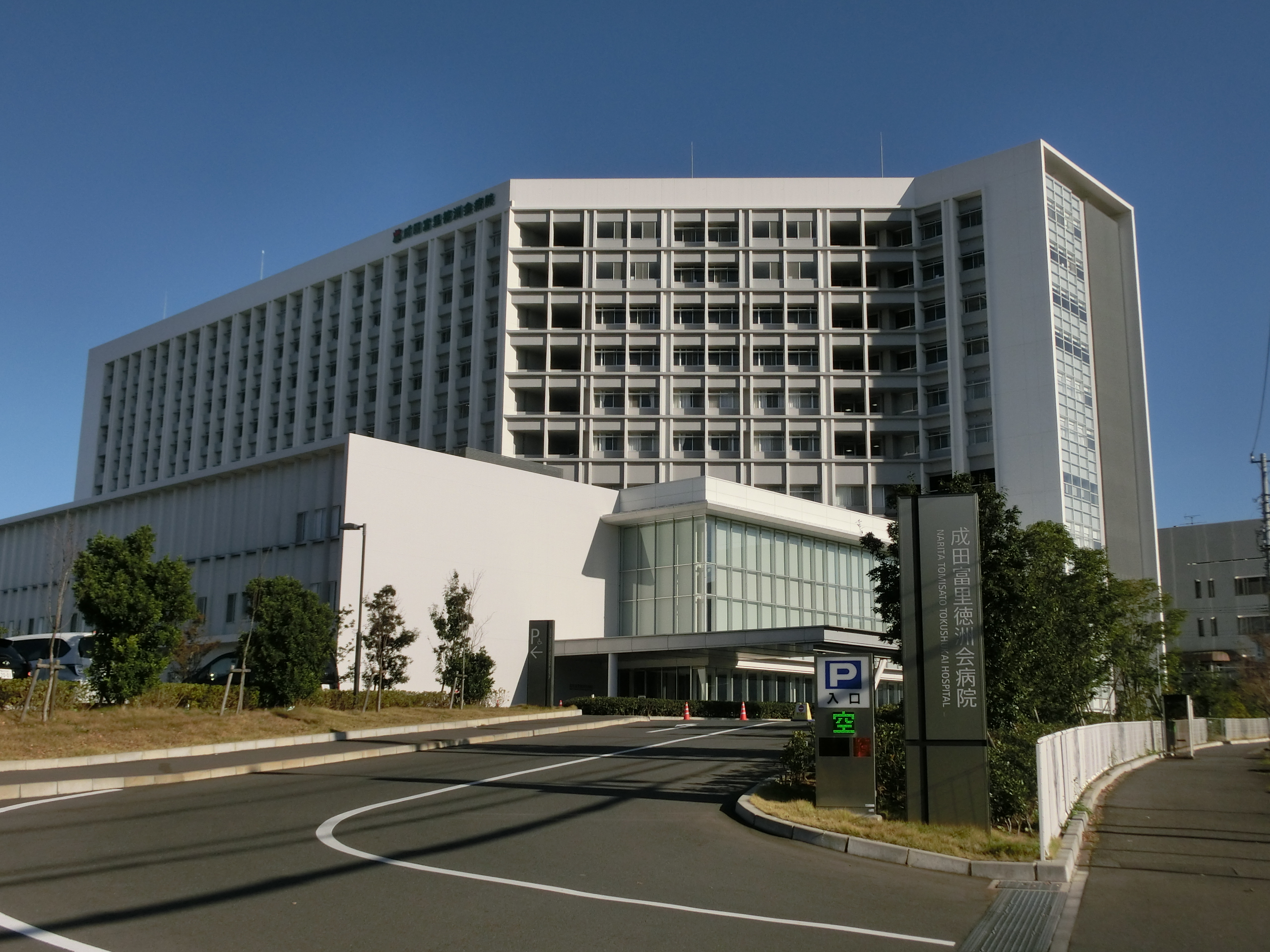
成田富里徳洲会病院

二次医療圏（二次保健医療圏）としては印旛医療圏（管轄区域：印旛地域）である。三次医療圏は千葉県医療圏（管轄区域：千葉県全域）。
医療提供施設は特筆性の高いもののみを記載する。
- 一次医療圏（市内）
  - 緊急指定病院
    - 成田富里徳洲会病院
    - 日吉台病院

  - その他の医療機関
    - 中沢病院
- 二次医療圏
  - 日本医科大学千葉北総病院（印西市、基幹災害拠点病院[8]・救命救急センター）
  - 成田赤十字病院（成田市、災害拠点病院・救命救急センター）
  - 東邦大学医療センター佐倉病院（佐倉市、災害拠点病院）

### 教育

#### 専修学校
- 東京動物専門学校 富里キャンパス

#### 高等学校
- 千葉県立富里高等学校

#### 中学校
- 富里中学校
- 富里北中学校
- 富里南中学校

#### 小学校
| - 富里小学校 - 富里第一小学校 - 富里南小学校 - 浩養小学校 | - 洗心小学校 (閉校) - 日吉台小学校 - 根木名小学校 - 七栄小学校 |

#### 幼稚園
| ; 市立 - 富里幼稚園 - 浩養幼稚園 - 向台幼稚園 | ; 私立 - 太子幼稚園 - 末広幼稚園 - 日吉台幼稚園 |

#### 特別支援学校
- 千葉県立富里特別支援学校

#### 児童福祉施設
| 市立 - 葉山保育園 | 私立 - 富里保育園 - こひつじ保育園 |

## 交通

### 鉄道路線
千葉県では唯一、鉄道路線の存在しない市である。日吉台の北部はJR成田駅に近接している。1914年から1940年までは成田鉄道八街線が通過していた。

### バス路線
隣接する成田市、八街市からのバス輸送が中心となっている。開発の進む北部一帯は交通網が整備されている。
七栄新木戸地区（62.1ヘクタール）の土地区画整理事業において交通広場の整備が進行している。この地区は鉄道駅が無い本市にとって、玄関口でもある東関東自動車道・富里インターチェンジから、約0.5キロメートルと好立地に位置している。本市ではバス輸送が唯一の公共交通機関であり、パークアンドライド整備により市民の利便性向上と、富里市の玄関口としての整備が進められている。

#### 路線バス
- 千葉交通
  - 京成成田駅東口発（階段下ロータリー発着）
    1. 2番 - 久能・七栄四つ角経由、各方面行き
    2. 3番1 - 日吉台六丁目・ジョイフル本田・七栄四つ角・富里中央経由、ファミリータウン富里行き
    3. 3番2 - 日吉台四丁目・日吉台六丁目・成瀬橋経由、教習所東、ベイシア富里店行き
    4. 11番 - 日吉台小学校経由、日吉台車庫行き

  - 京成成田駅西口発（出口目前発着）
    1. 4番 - 日赤入口・成田市並木町・七栄四つ角経由、各方面行き
    2. 5番 - 日赤入口・並木町・七栄四つ角・ラディソンホテル・三里塚西経由、本城台団地・三里塚南行き
    3. 11番 - 京成成田駅東口・日吉台小学校経由、日吉台車庫行き

  - JR成田駅東口発（参道口面発着）
    1. 1番 - 京成成田駅東口・日吉台三丁目・ジョイフル本田経由、ファミリータウン富里行き

  - JR八街駅発（京成成田駅4番参照）
- 富里市循環バス

#### 高速バス
3路線が富里バスターミナル（ベイシア富里店前）に発着する。
- 東京駅日本橋口行き（千葉交通の運行、東京 - 富里・多古線）
- 東京ディズニーリゾート行き（千葉交通の運行、京成成田駅始発）
- 夜行高速バス 京都・大阪行き（千葉交通・南海バスの共同運行、大阪 - 銚子線）

### 道路
国道409号の4車線化改築事業（富里拡幅）が1979年（昭和54年）に都市計画決定され、1999年（平成11年）度から事業化されている。富里市七栄地先を起点に、国道51号の成田市並木町地先までの1.9キロメートルまでが指定されている。当路線は、東関東自動車道富里インターチェンジ周辺の慢性的渋滞を解消するものであり、また交通事故多発路線でもある事から事業が行われている。都市計画決定から30年以上が経過し、事業が長期化している。富里市域（約1.2キロメートル）については、2012年度に暫定で供用開始した。
高速道路
- E51東関東自動車道
  - - 富里IC -

一般国道
- 国道296号
- 国道409号

主要地方道
- 千葉県道43号八街三里塚線
- 千葉県道45号八日市場八街線
- 千葉県道77号富里酒々井線

一般県道
- 千葉県道102号成田両国線
- 千葉県道106号八日市場佐倉線

## 名所・旧跡・観光スポット・祭事・催事

### 名所・旧跡
- 末廣農場跡 - 千葉県における近代農業発祥の地とされる[9]。
  - 旧岩崎家末廣別邸 - 近代和風建築として国の登録有形文化財に登録されている。
- 高野野馬捕込跡
- 高野六地蔵六観音
- 三谷胤政供養塔
- 大久保卿牧羊場選定の碑
- 富里牧羊場跡
- 中沢四ツ塚・四ツ又弁天の水田景観 - 印旛沼に流れ込む高崎川とその支流が合流する付近の谷に広がる谷田の景観[2]

### 観光スポット
明治期に御料牧場が設けられていたことから乗馬クラブが点在している（詳細は 富里観光協会「見る・遊ぶ」 を参照）。

#### 温泉
- 富里温泉（ナトリウム - 塩化物強塩泉[10]）
  - 天然温泉 黄金の里

### 祭事・催事
- スイカロードレース大会（ショートマラソン、毎年6月に開催）
- 富里ふるさとまつり - 伝統芸能が披露され、花火が打ちあがる夏祭り[11]
- すいかまつり - スイカや野菜等の即売、すいか共進会表彰式、各種イベント、露天出店など[12]
- Jazz Festival in とみさと - 千葉県立富里高校ジャズオーケストラ部によるジャズ演奏が披露される。またゲストとして、本場アメリカで選出された高校生や国内外で活躍するプロのジャズアーティスト、富里高校のOB・OGからなるジャズバンドなどが年毎に出演する。[13]

### 文化財
千葉県指定および国登録文化財一覧。
| 番号 | 指定・登録 | 類別                     | 名称                   | 所在地             | 所有者または管理者 | 指定年月日       | 備考 |
| ---- | ---------- | ------------------------ | ---------------------- | ------------------ | ------------------ | ---------------- | ---- |
| 1    | 県指定     | 有形文化財（歴史資料）   | 佐倉牧の牧士資料       | 富里市七栄652-1    | 富里市             | 昭和50年12月12日 | 一括 |
| 2    | 県指定     | 記念物（史跡）           | 富里牧羊場跡           | 富里市十倉1322-4他 | 富里市             | 昭和30年12月15日 |      |
| 3    | 県指定     | 記念物（史跡）           | 南大溜袋遺跡           | 富里市七栄         | 個人               | 昭和50年3月28日  |      |
| 4    | 国登録     | 登録有形文化財（建造物） | 旧岩崎家末廣別邸主屋他 | 富里市七栄650-25   | 富里市             | 平成25年12月24日 | 3件  |

## 著名な出身者
- 秋本真利（政治家）
- 今村元気（水泳選手）
- 坂井遼（プロ野球選手）
- 空乃みゆ（宝塚歌劇団星組娘役）
- 高松新一（お笑い芸人、オジンオズボーン）
- 千葉ヶ嵜俊治（元大相撲力士）
- 仲村瑠璃亜（女優）
- はやし家林蔵（落語家）
- 宮田修（NHKアナウンサー）

## 富里市を舞台・ロケ地とした作品
映画・ドラマ
- 無痛（2015年 フジテレビ 主演：西島秀俊、伊藤淳史）[15]
- ちむどんどん（2022年NHK 主演：黒島結菜）